# Papoušek rodrigueský
Papoušek rodrigueský, jiným přepisem papoušek rodriguezský (Necropsittacus rodricanus), je vyhynulý druh papouška z čeledi alexandrovití (Psittaculidae), který byl endemitem ostrova Rodrigues, jenž je součástí Maskarénského souostroví východně od Madagaskaru v Indickém oceánu. Příbuzenské vztahy s ostatními alexandrovitými nejsou zcela jasné, ale je klasifikován jako člen tribu Psittaculini spolu s dalšími maskarénskými papoušky. Papoušek rodrigueský vykazoval jisté podobnosti s mauricijským papouškem širokozobým (Lophopsittacus mauritianus), mohlo tedy hypoteticky jít o blízce příbuzné druhy. Na základě popisů papoušků z ostatních ostrovů Maskarén byly do rodu Necropsittacus řazeny další dva druhy (N. francicus a N. borbonicus), ale platnost těchto taxonů je sporná. V angličtině nese papoušek rodrigueský alternativní obecné jméno „papoušek Leguatův“ („Leguat's parrot“), a to podle Françoise Leguata, vůdce skupiny devíti hugenotských uprchlíků, kteří v letech 1691 až 1693 kolonizovali Rodrigues. Leguatovy záznamy poskytují nejstarší známé informace o fauně ostrova.
Papoušek rodrigueský měl zelené opeření, vzhledem k tělu přiměřeně velkou hlavu a zobák, ale dlouhý ocas. Jeho přesná velikost zůstává hádankou, ale na délku mohl měřit asi 50 cm. Byl to největší papoušek ostrova Rodrigues a měl největší hlavu ze všech maskarénských papoušků. Mohl vypadat podobně jako stále žijící druh mada červenoramenný (Tanygnathus megalorynchos). V době, kdy byl objeven, hnízdil na ostrůvcích u jižního pobřeží Rodriguesu, jež byly prosté zavlečených krys. Živil se semeny keře Fernelia buxifolia. Papoušek rodrigueský je znám pouze ze subfosilních kostí a ze zmínek v dobových zprávách. Poslední zmínka o něm pochází z roku 1761, pták pravděpodobně brzy poté vyhynul, možná kvůli kombinaci predace krys, odlesňování a lovu lidmi.